# 아라이 하쿠세키

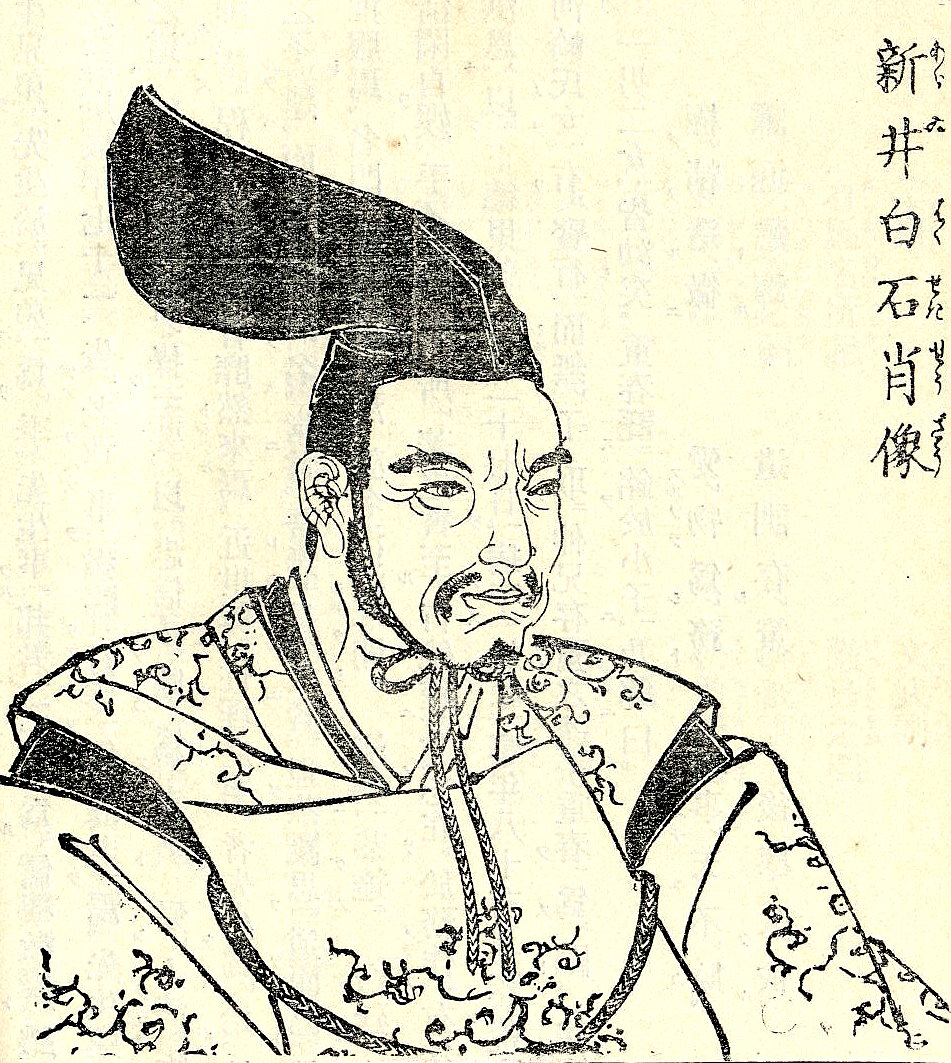
아라이 하쿠세키

아라이 하쿠세키(일본어: 新井白石, 1657년 3월 24일 ~ 1725년 6월 29일)는 에도 중기의 무사, 유학자이다. 하쿠세키는 호이며, 휘는 기미요시(君美)이다. 주자학, 역사학, 지리학, 언어학, 문학 등에 뛰어났으며, 시인(詩人)으로서도 많은 한시가 전해진다.
조선통신사 측의 기록에는 원여(源與)라는 이름으로도 등장한다.

## 생애

### 태어남
하쿠세키의 선조는 고즈케국 닛타 군(新田郡) 아라이 촌(新井村, 지금의 군마현 오타시)의 토호였는데, 도요토미 히데요시의 오다와라(小田原) 정벌로 몰락하였다. 아버지 아라이 마사즈미(新井正済)는 가즈사 구루리 번(久留里藩)에 등용되어 번사로서 이름을 얻게 되었다. 하쿠세키는 메이레키 대화재가 일어난 다음날인 메이레키(明暦) 3년(1657년) 2월 10일, 화재 피난중에 태어났다.
어렸을 때부터 학예(學藝)에 비범한 재능을 보여 3세에 아버지가 읽는 유학(儒學) 서적을 베껴 썼다는 전설도 있다. 총명하면서도 성격은 격렬하여, 노하면 눈썹 사이에 「화(火)」 자 비슷한 주름이 생겼고, 번주(藩主) 쓰치야 도시나오(土屋利直)는 하쿠세키를 「불의 아이(火の子)」라 부르며 귀여워하였다고 한다. 엔포(延宝) 2년(1674년)에 17세로 나카에 도주(中江藤樹)의 《옹문답》(翁問答)(1649년 간행)을 읽고 유학에 뜻을 두게 되었다.
도시나오 사후 아버지 마사즈미가 새로운 번주가 된 쓰치야 나오키(土屋直樹)의 미움을 사서 2년 뒤인 엔포 5년(1677년)에 부자가 구루리 번에서 쫓겨났는데, 빈곤 속에서 유학과 사학에 더해 시문도 배웠다. 그 뒤 나오키가 개역(改易)되고 자유의 몸이 된 하쿠세키는 덴나(天和) 3년(1683년), 26세로 다이로 홋타 마사토시를 섬기게 되었는데, 마사토시가 와카도시요리 이나바 마사야스(稲葉正休)에게 찔려 살해되고, 홋타씨 마사토시계 차기당주 홋타 마사나카가 고가(古河) ・ 야마가타(山形) ・ 후쿠시마(福島)로 영지가 교체되는 와중에 번의 재정은 악화되어, 하쿠세키는 홋타가를 스스로 나와 로닌이 되어 독학으로 유학을 공부해갔다.
이 사이 부유한 상인 스미노쿠라 료닌(角倉了仁)로부터 「알고 지내는 상인의 딸이 있는데 후사를 보지 않으시렵니까?」라는 설득을 받고, 가와무라 즈이켄(河村通顕)으로부터도 「우리 집의 미망인과 혼인해주시면 3천 냥과 살 집을 드리겠습니다」라는 꾐을 받지만, 하쿠세키는 정중히 사양하고 「뱀이 어렸을 때 입은 상처는 비록 몇 치밖에 되지 않겠지만, 뱀이 자라서 구렁이가 되면 그 상처는 몇 자나 늘어나 있는 법」이라는 비유를 들며 거절했다는 일화가 있다.

### 준안과의 만남
독학을 계속하던 하쿠세키는 조쿄(貞享) 3년(1686년), 주자학자 기노시타 준안(木下順庵)의 문하로 들어갔다. 통상 입문하는 절차로는 속수(束脩)라 불리는 입학금이 필요했지만, 하쿠세키에게는 그것이 면제되었고, 준안도 그를 제자라기보다는 손님으로서 대우하였다. 준안의 문하생들로는 하쿠세키 외에도 아메노모리 호슈, 무로 규소(室鳩巣), 기온 난카이(祇園南海) 등 훗날 이름높은 학자가 된 자가 모여 있었기에, 준안의 문하에 들어간 것은 하쿠세키에게 있어서는 인생의 가장 큰 기회이자 행운이었다.
슌안은 하쿠세키의 재능을 보고 가가번에 관직을 주선해 주었는데, 훗날 「가슈(加州)는 천하의 서부(書府)」라 하쿠세키 자신이 칭찬할 정도로 가가 번은 4대 번주 마에다 쓰나노리(前田綱紀)의 치세 아래서 학문이 융성한 곳이 가가 번이었다. 그러나 동문인 오카지마 다다시로(岡島忠四郎)로부터 「가가에 늙으신 어머님이 계셔서 그럽니다. 어떤가, 당신 대신 나를 추천해달라고 선생께 부탁해줄 수 없겠습니까?」라는 부탁을 받고, 가가 번으로의 임관을 오카지마에게 양보한다. 그 뒤 준안이 겐로쿠(元禄) 6년(1693년)에 37세로 고후 도쿠가와가(甲府徳川家)가 다스리던 고후 번(甲府藩)에 자리가 생겨 천거되었다. 고후 번주 도쿠가와 쓰나토요는 당초 하야시가(林家)에 제자를 추천해줄 것을 의뢰했는데, 쓰나토요는 쇼군 도쿠가와 쓰나요시와는 소원한 사이였고, 하야시 집안은 번주 쓰나토묘에게는 장래성이 없다며 거절했기에 하는 수 없이 준안에게 추천을 의뢰한 것이었다.
고후 번에 제시된 내용은 당초 산주닌부지(三十人扶持) 정도의 봉록이었는데, 준안이 「하쿠세키보다 학문이 떨어지는 제자도 그 정도로 적게 받지는 않는다」며 항의한 결과 고후 번에서는 다시 욘주닌부지(四十人扶持)를 제시했다. 준안은 여전히 적다고 여겨 천거하지 말 것을 생각했지만, 하쿠세키는 「그 번저(藩邸)는 다른 번에 비할 바가 아니다(고후 번을 다스리던 장군가의 고렌시(분가) 즉, 고료덴(御両典) 중 한 가문인 고후 도쿠가와가는 타 다이묘 가문 특히 가격이 높았던 도쿠가와 고산케보다도 가격이 높았다.)」고 하여, 오히려 하쿠세키 자신이 쓰나토요의 장래성을 알아보고 준안에게 정식으로 자신을 추천해줄 것을 의뢰한 것이었다.

### 쇼토쿠(正徳)의 치(治)
쇼군 쓰나요시는 막대한 돈을 들여 지샤(寺社)를 세우고 기도했으며, 살생금지령(生類憐れみの令)을 내렸지만, 결국 자식을 얻지 못한 채 고후 번주 쓰나토요를 쇼군의 차기 후계자인 세자(世子)로 삼았다. 호에이(宝永) 6년(1710년) 쓰나토요는 이름을 이에노부(家宣)로 바꾸고, 쇼군이 되었다. 쇼군은 소바요닌 마쓰다이라 데루사다・마쓰다이라 다다치카를 해임하고 대학두(大学頭) 하야시 신토쿠(林信篤)를 억압하며 하쿠세키에게 그의 직책 대부분을 대행하게 했다. 고후 집안에서 하쿠세키나 마나베 아키후사를 자신의 측근으로 삼은 그는 훗날 쇼토쿠의 치(正德の治)라 불리는 정치개혁을 행한다. 하쿠세키의 신분은 500석 녹봉을 받는(훗날 죠토쿠 원년에 1,000석이 됨) 무역(無役)의 하타모토로서 쇼군의 집무실에는 입실할 수 없는 처지였기에, 이에노부의 자문을 소바요닌인 마나베가 하쿠세키에게 보내면, 이것에 하쿠세키가 대답하는 형태가 이어졌다. 막부 각료나 소바요닌도 아닌 일개 하타모토가 쇼군의 시강(侍講)으로서 막부 정치 운영에 이렇게까지 관여하게 된 것은 하쿠세키 외에 그 사례를 찾기 어렵다.
하쿠세키는 쇼군의 정치 고문으로 있으면서 조선통신사 접대를 간소화했으며, 조선으로 보내는 문서에서 쇼군의 호칭을 '일본국대군'(日本國大君)에서 '일본국왕'(日本國王)으로 바꾸게 했는데, 이는 조선과의 대등한 교류를 주장한 쓰시마 번의 유학자 아메노모리 호슈와도 대립하게 되었다. 하쿠세키의 정책 대부분이 기존의 악폐를 바로잡자는 현실적이고 타당한 것이었지만 그것은 「도쇼 신군(東照神君, 도쿠가와 이에야스) 이래의 조법(祖法)은 고칠 수 없다」고 주장하는 막부 각료들과 마찰을 빚었고, 그것은 심각한 갈등으로까지 번졌다. 하쿠세키 자신도 스스로의 주장에 깊은 믿음을 갖고 누가 뭐라고 하며 반대해도 꺾일 줄 몰랐으며, 급기야는 「주군의 뜻이다!」라며 의견을 밀어붙이는 등, 보수파 막부 관료들로부터 하쿠세키는 「귀신」이라 불리며 꺼림의 대상이 되었다.
이에노부가 죽고 그 아들 도쿠가와 이에쓰구가 7대 쇼군이 되어, 쇼군 이에쓰구 아래서도 하쿠세키는 계속해 마나베와 함께 정권을 맡았지만, 어린 주군을 보좌하며 정국을 운영하기란 어려운 일이었고, 기존 막부 각료나 후다이 다이묘들의 저항도 차츰 격렬해져갔다. 결국 이에쓰구가 요절하고 기슈번주 도쿠가와 요시무네가 8대 쇼군이 된 뒤, 하쿠세키는 실각해 공적인 정치활동에서 물러났다.
또한 시로메구리(城廻, 가마쿠라시)에 가록(家禄)을 얻자 하쿠세키는 부근의 료호사(龍宝寺)에 200석을 바쳤다. 료호지에는 지금은 글자가 마모되어 읽기 어렵지만, 교호(享保) 10년(1725년)에 무로 큐소가 찬한 「조산대부 아라이 겐공 비명(朝散大夫新井源公碑銘)」이 남아있다.

### 물러난 뒤
관직에서 물러난 뒤 하쿠세키가 어린 이에쓰구의 쇼군 권위를 높이고자 개정한 조선통신사의 응접 제도나 무가제법도는 쇼군 요시무네에 의해 원상태로 복구되었다. 하쿠세키가 이에노부의 자문에 응하여 제출했던 많은 정책 자료도 폐기처분되고, 막부에 헌상했던 하쿠세키의 저서도 찢겨져 버려졌다. 에도성 안에 주어졌던 저택도 몰수되고, 교호 2년(1717년)에 막부로부터 받은 옛 토지에 은거했다. 시부야구(渋谷区) 센다가야(千駄ヶ谷) 6-1-1에 시부야구가 설치된 기념 안내판이 있는데, 당시는 지금과 같은 도회가 아니었고 온통 보리밭밖에 없었다고 한다.
불우한 만년에도 저작 활동에 힘써서, 《채람이언》(采覧異言)을 최종적으로 교정한(자기첨삭) 과정을 완료한 5, 6일 뒤인 교호 10년(1725년) 5월 19일에 사망한다. 향년 69세(만68세). 묘소는 나카노구(中野区)의 고토쿠지(高徳寺)에 있다.

## 하쿠세키의 정책

### 경제
통화 정책
5대 쇼군 쓰나요시의 대에 행해진 오기와라 시게히데(荻原重秀)의 통화정책으로 대량 주조된, 그러나 인플레이션의 원인이 된 겐로쿠 금은(元禄金銀) 및 호에이 금은(宝永金銀)을 거두어들여, 이에야스 시대의 게이초 금은(慶長金銀)로 복귀, 양질의 죠토쿠 금은(正徳金銀)을 주조하여 인플레이션을 후퇴시키려 했다. 그러나 이는 실제로는 경제 성장에 따른 자연스러운 통화 수요에 대응했던 전 정권의 정책을 저버림으로서 「하쿠세키 디플레이션」을 일으켰다고 지적받기도 한다.
나가사키(長崎) 교역 축소
에도 막부가 쇄국정책을 실시한 이래 나가사키는 청(淸)이나 네덜란드의 상인들이 오가며 교역하던 유일한 항구였고, 교역 과정에서 일본의 금과 은이 대량으로 해외로 유출되었다. 하쿠세키는 이를 축소하려는 정책을 펼쳤다. 가이바쿠고시신레이(海舶互市新例)라고 하는 이 정령은 나가사키에서 이루어지는 교역량에 대한 규제를 가하여, 청은 한 해에 배 30척까지만 나가사키로 올 수 있으며 해외로 갖고 나갈 수 있는 은도 6,000관으로 제한하고, 네덜란드는 한 해에 단 두 척, 해외로의 은 반출도 3,000관으로 제한하였다. 이들 교역선은 막부에서 발급한 신패(信牌), 즉 일종의 허가증을 지참하여야 했으며, 수출품에 대해서도 건어물, 황동 제품이나 마사에(蒔絵) 칠기・이마리야키(伊万里焼) 도자기 등의 미술 공예품으로 한정하였다. 나가사키 부교(長崎奉行)의 정원은 세 명에서 두 명으로 줄였으며, 남아도는 경비를 하급 관리 설치 · 증가에 충당하였다.

### 외교
조선 통신사의 대우 간소화
하쿠세키는 조선통신사를 접대하는 데에 드는 비용이 막부 재정을 압박하고 있다고 보았고, 그 대우를 간략화할 것을 주장해 관철시켰는데, 이는 하쿠세키 자신의 동문이자 쓰시마 후추 번의 유학자였던 아메노모리 호슈와의 대립을 불러왔다. 또한 조선에 보내는 외교문서에서 쇼군의 칭호를 「일본국대군」(日本国大君)에서 「일본국왕」(日本国王)으로 바꾸게 한 것도 하쿠세키였으며, 아메노모리 호슈는 《속유삼종》(俗儒三種)을 지어 아라이 하쿠세키를 난폭무비한 유학자라고 비난했다.
시도티 밀항사건
바티칸의 교황 클레멘스 12세의 명으로 그리스도교 전도를 부활시키고자 일본으로 밀항했다가 붙잡혀, 나가사키(長崎)를 거쳐 에도의 고히나타(茗荷谷)에 있던 기리시탄 저택에 구금된 조반니 바티스타 시도티 신부의 심문을 맡은 것이 아라이 하쿠세키였다. 하쿠세키는 시도티를 본국으로 돌려보내는 것이 가장 나은 방법이라고 진언했다(그러나 시도티는 본국으로 송환되지 못하고 구금된 저택의 하인에게 그리스도교를 전파했다는 이유로 옥에 갇혔고, 옥에서 죽었다). 하쿠세키는 시도티를 심문하는 과정에서 들은 외국에 대한 지식을 《서양기문》(西洋紀聞)(1715년), 《채람이언》이라는 제목으로 기록했고, 하쿠세키 사후 1807년에야 유포된 이 책은 일본 사람들이 세계를 인식하는 데에 큰 역할을 한 것으로 평가받는다.

## 저서
아라이 하쿠세키의 저서로는 뭇 다이묘들의 가계도를 정리한 《번한보》(藩翰譜)를 비롯해 《독사여론》(読史余論), 일본의 고대사에 대해서 서술한 《고사통》(古史通), 하쿠세키 자신이 「기회」라고까지 단언했던 조반니 바티스타 시도치 신부의 심문 뒤 그에게서 전해들은 서양 사정을 기술한 《서양기문》(西洋紀聞), 《채람이언》(采覧異言), 류큐(琉球)의 사절들과의 회담에서 얻은 정보 등을 토대로 지은 《남도지》(南島志), 하쿠세키 자신의 회상기인 《비망록》(折たく柴の記) 등이 남아 전해지고 있다. 특히 그의 저서 《고사통혹문》(古史通或問) 가운데는 고대 일본 역사상 최대의 미스터리로 꼽히는 야마타이 국(邪馬台国)의 위치 비정을 두고 야마토국(大和国, 지금의 일본 나라현)을 주장하였으며, 그의 설은 일본에서도 최초로 관련 문제에 대해서 논한 저작으로 유명하다.
- 《비망록》(折たく柴の記)
- 《서양기문》(西洋紀聞)
- 《채람이언》(采覧異言)
- 《번한보》(藩翰譜)
- 《독사여론》(読史余論)
- 《선철상전》(先哲像伝)
- 《고사통》(古史通)
- 《고사통혹문》(古史通惑問)
- 《하이지》(蝦夷志)
- 《남도지》(南島志)
- 《본조군기고》(本朝軍器考)
- 《아라이 하쿠세키 일기》(新井白石日記)
- 《동아》(東雅)- 교호(享保) 4년(1719년)에 완성. 《화명류취초》(和名類聚抄)에 나오는 단어 해석집이다. 전20권.

이 밖에 연문(研文)에서 낸 《일본한시인선집》(日本漢詩人選集)5에 아라이 하쿠세키의 한시 작품이 실려 있고, 이와나미 서점에서 낸 《일본사상대계》(日本思想大系)35에 하쿠세키의 저작이 다수 실려 있다.
2015년 한국연구재단에서 발간한 《학술명저번역총서》동양편 제548번째 저작으로 아라이 하쿠세키의 《독사여론》이 번역 출간되었다. 역자는 박경희. 또 다른 저서인 《서양기문》도 2021년 같은 한국연구재단에서 《학술명저번역총서》동양편 제596번째 저작으로 번역 출간되었다. 역자는 이윤지.

## 같이 보기
- 다자이 오사무 - 아라이 하쿠세키와 시도티 신부의 심문을 소재로 한 《지구도》(地球図)라는 소설을 썼다.
- 아메노모리 호슈
- 유직고실
- 일본국 대군
- 조선통신사
- 서양기문
- 채람이언